# هبوط طارئ للحب
هبوط طارئ للحب (بالكورية: 사랑의 불시착)‏ هو مسلسل تلفزيوني كوري جنوبي تم بثه على تي في إن في 2019. وهو متاح عالمياً على شبكة نتفلكس.

## القصة
الدراما تروي قصة يون سي ري، وهي وريثة لمجموعة في كوريا الجنوبية. ذات يوم، أثناء الطيران الشراعي، يؤدي حادث تسببت فيه الرياح القوية إلى قيام يون سي ري بالهبوط في حالات الطوارئ في كوريا الشمالية. هناك، تقابل لي جونغ هيوك، وهو ضابط في الجيش الكوري الشمالي، يحاول حمايتها وإخفائها، ومع الوقت يبدأ جونغ هيوك في الوقوع في حب يون سي ري.

## بطولة
- سون يي جي: في دور يوون سي ري
- هيون بين: في دور لي جونغ هيوك
- سيو جي هاي : في دور سيو دام
- كيم جونغ هيون: في دور كوو سيونغ جون

## الاستقبال
حقق 1.75 مليار مشاهدة عبر الإنترنت، تفوق على مسلسل السيد المشرق، بالنسبة لمقاطع الدراما الأكثر مشاهدة بمقدار 200 مليون مشاهدة اعتبارًا من 17 فبراير 2020. ساعد نجاح الدراما في تعزيز عناصر التجارية، حيث ان الشخصيات الرئيسية التي صورها هيون بين وسون يي-جين أكلوا دجاج الزيتون الذهبي، وهو منتج حقق تحسنًا بنسبة 100٪ في المبيعات. كما كانت هناك زيادة في مبيعات أقراط سواروفسكي التي ارتدتها سون يي جين.
أيضا حقق المسلسل نجاحًا في الصين، تلقى الهاشتاج الخاص بالحلقة الأخيرة من الدراما أكثر من 460 مليون مشاهدة على موقع Weibo الصيني، موقع البث المباشر للدراما، الذي يحمل حقوق النشر في الصين، تعطل في الليلة التي بثت فيها الحلقة الأخيرة بسبب العدد الهائل من المستخدمين.

## المشاهدات
«هبوط اضطراري للحب» هي ثالث أعلى دراما تلفزيونية في قائمة أفضل 50 دراما كورية جنوبية تقييمًا في تاريخ تلفزيون الكابل في عامها (لايشمل الشبكات العامة).

وفقًا لـ نيلسن كوريا، فقد حققت الحلقة الأخيرة أكثر من 6.3 مليون مشاهد قد شاهد الحلقة.
| الموسم | الموسم | رقم الحلقة | رقم الحلقة | رقم الحلقة | رقم الحلقة | رقم الحلقة | رقم الحلقة | رقم الحلقة | رقم الحلقة | رقم الحلقة | رقم الحلقة | رقم الحلقة | رقم الحلقة | رقم الحلقة | رقم الحلقة | رقم الحلقة | رقم الحلقة | المتوسط |
| الموسم | الموسم | 1          | 2          | 3          | 4          | 5          | 6          | 7          | 8          | 9          | 10         | 11         | 12         | 13         | 14         | 15         | 16         | المتوسط |
| ------ | ------ | ---------- | ---------- | ---------- | ---------- | ---------- | ---------- | ---------- | ---------- | ---------- | ---------- | ---------- | ---------- | ---------- | ---------- | ---------- | ---------- | ------- |
|        | 1      | 1.508      | 1.773      | 1.894      | 2.225      | 2.210      | 2.414      | 2.510      | 3.043      | 2.941      | 3.927      | 3.726      | 4.782      | 3.998      | 5.119      | 4.898      | 6.337      | 3.331   |

| الحلقة | تاريخ البث الأصلي | تقييمات (نيلسن كوريا) | تقييمات (نيلسن كوريا) |
| الحلقة | تاريخ البث الأصلي | على الصعيد الوطني     | سيول                  |
| ------ | ----------------- | --------------------- | --------------------- |
| 1      | 14 ديسمبر 2019    | 6.074٪ (الأول)        | 6.558٪ (الأول)        |
| 2      | 15 ديسمبر 2019    | 6.845٪ (الأول)        | 7.841٪ (الأول)        |
| 3      | 21 ديسمبر 2019    | 7.414٪ (الأول)        | 7.689٪ (الأول)        |
| 4      | 22 ديسمبر 2019    | 8.499٪ (الأول)        | 9.409٪ (الأول)        |
| 5      | 28 ديسمبر 2019    | 8.730٪ (الأول)        | 9.794٪ (الأول)        |
| 6      | 29 ديسمبر 2019    | 9.223٪ (الأول)        | 9.535٪ (الأول)        |
| 7      | 11 يناير 2020     | 9.394٪ (الأول)        | 9.738٪ (الأول)        |
| 8      | 12 يناير 2020     | 11.349٪ (الأول)       | 12.031٪ (الأول)       |
| 9      | 18 يناير 2020     | 11.516٪ (الأول)       | 12.355٪ (الأول)       |
| 10     | 19 يناير 2020     | 14.633٪ (الأول)       | 15.903٪ (الأول)       |
| 11     | 1 فبراير 2020     | 14.238٪ (الأول)       | 14.648٪ (الأول)       |
| 12     | 2 فبراير 2020     | 15.933٪ (الأول)       | 16.413٪ (الأول)       |
| 13     | 8 فبراير 2020     | 14.097٪ (الأول)       | 14.620٪ (الأول)       |
| 14     | 9 فبراير 2020     | 17.705٪ (الأول)       | 18.612٪ (الأول)       |
| 15     | 15 فبراير 2020    | 17.066٪ (الأول)       | 17.406٪ (الأول)       |
| 16     | 16 فبراير 2020    | 21.683٪ (الأول)       | 23.249٪ (الأول)       |
| المعدل | المعدل            | 12.150٪               | 12.863٪               |

## الإنتاج
- تخطيط : استوديو دراغون & تي في إن
- المساهم : نتفليكس.
- فريق العمل : Culture Depot تابعة لستوديو دراغون.
- كتابة واخراج : المسلسل من اخرج لي جونغ هيو الذي عمل على مسلسلات مثل: المدينة القاسية، عقول اجرامية، الحياة على المريخ وغيرها.[13] ومن كتابة بارك جي اون التي كتبت مسلسلات ناجحة مثل: أسطورة البحر الأزرق، حبي من نجم اخر، زوجتي امرأة خارقة.[14][15]

- تكلفة الإنتاج : هي دراما بميزانية إنتاج ضخمة، حيث كلفت 20 مليار وون كوري، كما إسثمرت شبكة نتفليكس في المسلسل، حيث يذكر ان الشبكة قد أعلنت سابقاً انها سوف تستثمر مايقارب 550 مليون دولار أمريكي في الأعمال الكورية الجنوبية.[16]

## الجوائز
في مايو 2020، تم اختيار كاتبة سيناريو المسلسل، بارك جي يون، "شخصية العام" من قبل وزارة التوحيد في كوريا الجنوبية، لمساهمتها في "تعليم التوحيد.
| سنة  | جائزة                                              | فئة                                      | متلقي                          | نتيجة | المرجع. |
| ---- | -------------------------------------------------- | ---------------------------------------- | ------------------------------ | ----- | ------- |
| 2020 | جوائز بيكسانغ 56 للفنون                            | أفضل دراما                               | هبوط اضطراري للحب              | رشح   | [ 19 ]  |
| 2020 | جوائز بيكسانغ 56 للفنون                            | أفضل مخرج                                | لي جونغ هيو                    | رشح   | [ 19 ]  |
| 2020 | جوائز بيكسانغ 56 للفنون                            | افضل ممثل                                | هيون بين                       | رشح   | [ 19 ]  |
| 2020 | جوائز بيكسانغ 56 للفنون                            | أفضل ممثلة                               | سون يي جين                     | رشح   | [ 19 ]  |
| 2020 | جوائز بيكسانغ 56 للفنون                            | أفضل ممثل مساعد                          | يانغ كيونغ وون                 | رشح   | [ 19 ]  |
| 2020 | جوائز بيكسانغ 56 للفنون                            | أفضل ممثلة مساعدة                        | كيم صن يونغ                    | فوز   | [ 19 ]  |
| 2020 | جوائز بيكسانغ 56 للفنون                            | أفضل ممثلة مساعدة                        | سيو جي هي                      | رشح   | [ 19 ]  |
| 2020 | جوائز بيكسانغ 56 للفنون                            | أفضل سيناريو                             | بارك جي يون                    | رشح   | [ 19 ]  |
| 2020 | جوائز بيكسانغ 56 للفنون                            | جائزة الشعبية                            | هيون بين                       | فوز   | [ 19 ]  |
| 2020 | جوائز بيكسانغ 56 للفنون                            | جائزة الشعبية                            | سون يي جين                     | فوز   | [ 19 ]  |
| 2020 | جوائز بيكسانغ 56 للفنون                            | جائزة أيقونة البازار                     | سيو جي هي                      | فوز   | [ 19 ]  |
| 2020 | جوائز سيول الدولية الخامسة عشر للدراما             | أفضل سلسلة صغيرة                         | هبوط اضطراري للحب              | رشح   |         |
| 2020 | جوائز سيول الدولية الخامسة عشر للدراما             | الدراما الكورية المتميزة                 | هبوط اضطراري للحب              | فوز   |         |
| 2020 | جوائز سيول الدولية الخامسة عشر للدراما             | الممثلة الكورية المتميزة                 | سون يي جين                     | فوز   |         |
| 2020 | جوائز الأكاديمية الآسيوية الإبداعية                | أفضل مسلسل درامي (كوريا)                 | هبوط اضطراري للحب              | فوز   | [ 20 ]  |
| 2020 | جوائز الأكاديمية الآسيوية الإبداعية                | أفضل مسلسل درامي (النهائي الكبير)        | هبوط اضطراري للحب              | فوز   | [ 21 ]  |
| 2020 | جوائز محتويات آسيا                                 | أفضل دراما آسيوية                        | هبوط اضطراري للحب              | رشح   | [ 22 ]  |
| 2020 | جوائز محتويات آسيا                                 | أفضل إبداع                               | هبوط اضطراري للحب              | رشح   | [ 22 ]  |
| 2020 | جوائز محتويات آسيا                                 | أفضل كاتب                                | بارك جي يون                    | رشح   | [ 22 ]  |
| 2020 | الرابطة الكورية للبث التلفزيوني الكبلي             | الجائزة العالمية (فئة VOD)               | هبوط اضطراري للحب              | فوز   | [ 23 ]  |
| 2020 | جائزة طوكيو للدراما 2020                           | جائزة الدراما الخارجية الخاصة            | هبوط اضطراري للحب              | فوز   |         |
| 2020 | جوائز امنت الموسيقى الآسيوية 2020                  | أفضل OST                                 | "أنا هنا مرة أخرى" (بايك يرين) | رشح   | [ 24 ]  |
| 2020 | جوائز الطلب على التلفزيون العالمية السنوية الثالثة | مسلسلات الدراما الكورية الأكثر طلبًا      | هبوط اضطراري للحب              | فوز   | [ 25 ]  |
| 2020 | 7 جوائز APAN Star                                  | الجائزة الكبرى (دايسانغ)                 | هيون بين                       | فوز   | [ 26 ]  |
| 2020 | 7 جوائز APAN Star                                  | دراما العام                              | هبوط اضطراري للحب              | رشح   | [ 26 ]  |
| 2020 | 7 جوائز APAN Star                                  | جائزة التميز الأعلى، ممثلة في مسلسل قصير | سون يي جين                     | رشح   | [ 26 ]  |
| 2020 | 7 جوائز APAN Star                                  | جائزة التميز، ممثلة في مسلسل قصير        | سيو جي هي                      | رشح   | [ 26 ]  |
| 2020 | 7 جوائز APAN Star                                  | أفضل ممثل مساعد                          | كيم جونغ هيون                  | رشح   | [ 26 ]  |
| 2020 | 7 جوائز APAN Star                                  | أفضل ممثل مساعد                          | يانغ كيونغ وون                 | رشح   | [ 26 ]  |
| 2020 | 7 جوائز APAN Star                                  | أفضل ممثل مساعد                          | كيم يونغ مين                   | فوز   | [ 26 ]  |
| 2020 | 7 جوائز APAN Star                                  | أفضل ممثلة مساعدة                        | كيم صن يونغ                    | فوز   | [ 26 ]  |
| 2020 | 7 جوائز APAN Star                                  | جائزة كي تي نجمة سيزن                    | سون يي جين                     | فوز   | [ 26 ]  |
| 2021 | حفل توزيع جوائز سيول الموسيقي الثلاثين             | جائزة OST                                | "أنا هنا مرة أخرى" (بايك يرين) | رشح   | [ 27 ]  |
| 2021 | حفل توزيع جوائز سيول الموسيقي الثلاثين             | جائزة OST                                | أعطيك قلبي (IU)                | رشح   | [ 27 ]  |

## روابط خارجية
- هبوط اضطراري للحب على موقع IMDb (الإنجليزية)
- هبوط اضطراري للحب على موقع روتن توميتوز (الإنجليزية)
- هبوط اضطراري للحب على موقع نتفليكس (الإنجليزية)
- هبوط اضطراري للحب على موقع كينوبويسك (الروسية)
- هبوط اضطراري للحب على موقع ألو سيني (الفرنسية)
- هبوط اضطراري للحب على موقع قاعدة بيانات الفيلم (الإنجليزية)